# Brouwermedaille
De Brouwermedaille is een prijs in de wiskunde, die eens in de drie jaar door het Koninklijk Wiskundig Genootschap en de Koninklijke Nederlandse Akademie van Wetenschappen wordt uitgereikt. Eerst wordt een deelgebied uitgekozen en daarna een toonaangevende wiskundige in dat deelgebied. De Brouwermedaille draagt de naam van L.E.J. Brouwer en is een prestigieuze wiskundeprijs.

## Laureaten[2]
- 1970 René Thom
- 1973 Abraham Robinson
- 1978 Armand Borel
- 1981 Harry Kesten
- 1984 Jürgen Moser
- 1987 Yuri Manin
- 1990 Murray Wonham
- 1993 László Lovász
- 1996 Wolfgang Hackbusch
- 1999 George Lusztig
- 2002 Michael Aizenman
- 2005 Lucien Birgé
- 2008 Phillip Griffiths
- 2011 Kim Plofker
- 2014 John Mather
- 2017 Ken Ribet
- 2020 David John Aldous
- 2023 Éva Tardos